# Atypophthalmus (Atypophthalmus) inusitatellus
Atypophthalmus (Atypophthalmus) inusitatellus is een tweevleugelige uit de familie steltmuggen (Limoniidae). De soort komt voor in het Afrotropisch gebied.